# 419

## Nașteri
- 2 iulie: Valentinian al III-lea, împărat al Imperiului Roman de Apus (d. 455)

## Decese
- 30 septembrie: Ieronim  (n. 345)